# Józef Motyka
Józef Motyka (ur. 23 marca 1900 Kąclowej koło Grybowa, zm. 6 lipca 1984 w Lublinie) – polski naukowiec, botanik, lichenolog, profesor systematyki roślin i geografii roślin Uniwersytetu Marii Curie-Skłodowskiej w Lublinie.

## Życiorys
W wieku 6 lat rozpoczął naukę w Szkole Powszechnej w Kąclowej, następnie uczęszczał do Gimnazjum w Gorlicach, od drugiej klasy uczęszczał do gimnazjum w Tarnowie, trzecią klasę kontynuował w I Gimnazjum w Nowym Sączu.
W sierpniu 1918 zgłosił się ochotniczo do Legii Studenckiej, w której był cztery miesiące, następnie wrócił do domu. Po zakończeniu I wojny światowej ukończył gimnazjum w Nowym Sączu, gdzie w 1920 zdał maturę. Po wybuchu wojny polsko-bolszewickiej w sierpniu 1920 zgłosił się ochotniczo do wojska i został przydzielony do 3 pułku strzelców Podhalańskich w Bielsku, gdzie pełnił służbę w koszarach do listopada, kiedy żołnierzom po maturze udzielono bezterminowego urlopu na czas studiów.
Studia rozpoczął na Wydziale Filozoficznym Uniwersytetu Jagiellońskiego na kierunku biologicznym. Zainteresowania botaniką rozwijały się u niego już w czasie nauki w gimnazjum w Gorlicach, zbierał rośliny, robił zielniki na lekcje biologii (historia naturalna). W gimnazjum w Gorlicach jego nauczycielem biologii był Feliks Mieszkowski. Motyka opisywał rośliny ze swoich zielników na podstawie Przewodnika do oznaczania roślin w Polsce dziko rosnących Józefa Rostafińskiego. Studia ukończył w 1924, pracę naukową kontynuował na Uniwersytecie Jagiellońskim, będąc asystentem profesora Stanisława Sokołowskiego w Zakładzie Encyklopedii Leśnictwa. W czasie studiów uczęszczał na zajęcia i wykłady z botaniki, gdzie wykładowcą był prof. Władysław Szafer. Szafer skierował jego zainteresowanie w kierunku badania porostów. Ponadto został członkiem Komisji fizjograficznej Polskiej Akademii Umiejętności. Motyka, pracując jako asystent prowadził także badania botaniczne w Polsce, poszukując nitrofilnych porostów w Tatrach, Górach Świętokrzyskich i Beskidzie Sądeckim. W 1925 uzyskał doktorat na podstawie rozprawy
Gatunek nitrofilnych porostów występujących w Tatrach. Na podstawie bogatego zbioru zielników, które zgromadził w czasie badań i wypraw terenowych, w 1924 ogłosił dwie rozprawy naukowe: Studia nad florą porostów Tatr. (część I), Porosty zebrane w Dolinie Kościeliskiej. Wyniki badań porostów Tatr przeprowadzonych przez niego opublikowano w „Sprawozdaniu Komisji Fizjograficznej Polskiej Akademii Umiejętności w Krakowie”. Działalność publikacyjną rozpoczął rok wcześniej, pisząc do „Rocznika Pedagogicznego” artykuł Ochrona przyrody w szkole. W celach naukowych i poznawczych w 1926 udał się do Wiednia, Genewy oraz Paryża i Londynu, w 1929 wyjechał do Szwecji, Norwegii i Finlandii, gdzie nawiązywał kontakty z botanikami, analizował materiały zielnikowe tamtejszych ośrodków naukowych.
W 1929 objął stanowisko adiunkta w Ogrodzie Botanicznym we Lwowie, gdzie zajmował się ogrodem oraz prowadził badania flory na Podolu. Jako botanik uzasadniał tworzenie rezerwatów przyrody, których obszary w tym czasie jeszcze nieliczne, pozostały w stanie pierwotnym i były naturalnym siedliskiem roślin w Puszczy Karpackiej.

W artykule prasowym na podstawie własnych badań i obserwacji flory i szaty roślinnej rezerwatów przyrody w pobliżu Nawojowej i w Gorcach, opisał je słowami: 
```
„Tu się okazuje konieczność posiadania rezerwatów. Mają jeszcze rezerwaty jedną nadzwyczaj doniosłą rolę dla przyszłości lasów. Są one żyjącym magazynem nasion drzew i to nasion miejscowych ras, które natura wyhodowała w czasie wielu tysięcy lat i które bez żadnej wątpliwości są najbardziej dla naszych lasów odpowiednie”
[
11
]
. 
```

Wtedy to Motyka odkrył w rezerwacie im. Władysława Orkana pod Turbaczem wielkich rozmiarów gatunek grzyba granicznik płucnik (Lobaria pulmonaria), który zaliczany jest do porostów, obecnie w Polsce zagrożony wymarciem. Odnalazł także brodaczkę najdłuższą (Usnea longissima), która obecnie jest uznana za wymarłą na terenie Polski. W 1936 jako pierwszy opisał dwa gatunki porostów (Lethariella, Usnea vainioi), które sklasyfikował według zasad nomenklatury botanicznej. W 1938 został powołany na stanowisko kierownika Ogrodu Botanicznego we Lwowie, gdzie pracował do września 1939. W tym czasie wydał rozprawę naukową pt.Lichenum generis Usnea studium monographicum (1938), w której szczegółowo przedstawił szczegółowe badania 451 gatunków, podgatunków, odmian i form porostów z rodzaju brodaczka Usnea, gatunków które występowały także w Tatrach i Karpatach. Swoje opracowanie opublikował za własne pieniądze w języku łacińskim, aby z jego badań naukowych mogli korzystać także botanicy z innych krajów.
W czasie okupacji sowieckiej we Lwowie Motyka pracował nadal w Ogrodzie Botanicznym, prowadził wykłady i ćwiczenia dla studentów sowieckiego wydziały geograficznego, prowadził także swoje badania naukowe. W czasie okupacji niemieckiej Lwowa Motyka zatrudniał w prowadzonym przez siebie ogrodzie ukrywających się Żydów, m.in. Stanisława Lema z narzeczoną. W 1944 wyjechał ze swoją rodziną do Kąclowej. Po wyzwoleniu Grybowa przez Armię Czerwoną w 1945 pracował jako nauczyciel biologii w Gimnazjum w Grybowie.

### Okres powojenny
W październiku 1945 powołano na Uniwersytecie Marii Curie-Skłodowskiej na Wydziale Przyrodniczym w Lublinie Katedrę Systematyki i Geografii Roślin, na stanowisko kierownika zakładu powołano Józefa Motykę. W 1946 został mianowany został profesorem. Począwszy od 1946 zainicjował gromadzenie zbiorów zielnikowych osób pracujących naukowo w Katedrze Systematyki i Geografii Roślin w Lublinie, zbiory te były początkiem utworzenia Zielnika Uniwersytet Marii Curie-Skłodowskiej w Lublinie. W 1956 za namową botanika Władysława Szafera, wydał 4 tomy flory porostów obejmujące rodziny: Cladoniaceae, Parmeliaceae, Thelocarpaceae, Umbilicariaceae i Eusneaceae. W 1957 został kierownikiem Pracowni Lichenologii Instytutu Botaniki im. Władysława Szafera, pełnił tę funkcję do 1962.
Od 1964 prowadził badania nad rodzinami porostów Lecanoraceae, których jednak nie ukończył. Przestudiował liczne materiały z zielników botanicznych ośrodków naukowych na świecie, przeanalizował typy nomenklatoryczne dla Lecanora i rodzajów pokrewnych, wyjaśnił rangę wielu taksonów. Z jego inicjatywy w 1965 utworzono Ogród Botaniczny Uniwersytetu Marii Curie-Skłodowskiej w Lublinie, potrzebę utworzenia którego przedstawił już w 1945 na pierwszym posiedzeniu Rady Wydziału Przyrodniczego. W 1970 przeszedł na emeryturę.
Jest autorem czterech podręczników, sześciu monografii i 54 artykułów naukowych. Był członkiem komitetu redakcyjnego serii „Flora Polska – Rośliny zarodnikowe Polski i ziem ościennych”. Badania Józefa Motyki Lecanoraceae ukończyła jego córka, botanik dr Maria Motyka-Zgłobicka.
Był jednym z członków założycieli, współorganizatorów Oddziału Lubelskiego Polskiego Towarzystwa Botanicznego.

## Upamiętnienie
W 2023 ramach projektu „Cichy Memoriał” organizowanym przez stowarzyszenie Grybowska Saga w Kąclowej na deskach stodoły artysta Arkadiusz Andrejkow namalował mural upamiętniający Józefa Motykę.

## Książki
- Motyka, J.; Panycz, T. Rośliny lecznicze i przemysłowe w Polsce — Lwów, Warszawa (1936) — 334 s.
- Motyka, J. Lichenum generis Usnea studium monographicum — Lublin (1936—1947) — Tomy 1-4[22],
- Motyka, J. Rozmieszczenie i ekologia roślin naczyniowych na północnej krawędzi zachodniego Podola — Lublin (1947) — 400 s. wyd. Uniwersytet Marii Curie-Skłodowskiej w Lublinie
- Motyka, J. O zadaniach i metodach badań geobotanicznych — Lublin (1947) — 168 s.
- Motyka, J. Geobotanika — Warszawa (1953) — 410 s.
- Motyka, J. Wstęp do biologii. — Lublin (1955) — 265 s.
- Motyka, J. Wśród roślin wiecznego lata — Warszawa (1962) — 307 s. wyd. Państwowe Zakłady Wydawnictw Szkolnych
- Motyka, J. Ekologia roślin — Warszawa (1962) — 454 s.
- Motyka, J. Hymenelia, Aspicilia, Lecanorella, Protoplacodium, Manzonia — Lublin (1995) — 384 s.
- Motyka, J. Pinacisca, Lecidorina, Urceolaria, Semilecanora, Paraplacodium, Koerberiella, Lecidora, Pseudoplacodium, Tephromela — Lublin (1996) — 627 s.
- Motyka, J. Lecanora — Lublin (1996) — 598 s.
- Motyka, J. Placodium, Squamarina, Harpidium, Trapelina, Mosigia — Lublin (1996) — 160 s.

## Odznaczenia
- Krzyż Komandorski Orderu Odrodzenia Polski (1970)
- Krzyż Oficerski Orderu Odrodzenia Polski
- Złoty Krzyż Zasługi
- „Zasłużony dla Lubelszczyzny” - honorowa odznaka

## Upamiętnienie
Na cześć Józefa Motyki nazwano gatunki porostów:
- Alectoria motykae - żyłecznik Motyki, rodzaj grzybów z rodziny tarczownicowatych (Parmeliaceae)
- Alectoria motykana- żyłecznik Motyki
- Ramalina motykana- odnożyca Motyki[23],
- Usnea motykae - brodaczka Motyki, rodzaj grzybów z rodziny tarczownicowatych
- Usnea motykana - brodaczka Motyki
- Bryoria motykana - Bryoria włostka Motyki[24].